# ビジネスラリアート
ビジネスラリアート株式会社（英: BusinessRalliart inc.）は、京都府京都市下京区の京都リサーチパークに本社を置き、インターネット関連事業を行う日本の企業。

## 概要
インターネットインフラ事業を中心とし、グループ全体でドメイン名登録事業、レジストリ事業、Webプロモーション関連、Webアプリケーション開発、インターネット決済、インターネットインフラ、システム開発事業、教育関連事業を営む。2013年ICANNより商用ドメイン名登録機関（レジストラ）に選出。

## 沿革
- 1999年
  - 2月 - 京都府向日市にてビジネスラリアート有限会社設立
  - 8月 - 大阪支社開設
- 2000年
  - 3月 - トータルモバイルコミュニケーションSHOP 「フルバンク」オープン
  - 4月 - 携帯メルマガ配信スタンド「クーイー」サービス開始
- 2001年
  - 1月 - ビジネスラリアート株式会社へ組織変更
  - 6月 - 「ロックオン」サービス開始
  - 12月 - 東京支社開設
- 2003年5月 - 沖縄支社開設、レンタルサーバー「BRRS」サービス開始
- 2005年12月 - 本社移転、大阪支社統合
- 2007年
  - 8月 - 東京支社、沖縄支社移転
  - 12月 - 通販システム「ECWAVE」サービス開始
- 2008年9月 - 決済代行サービス「BRpayment」サービス開始
- 2009年
  - 2月 - バイクポータルサイト「バイクプラス」をオープン
  - 4月 - 上海支社を開設
- 2010年
  - 2月 - 資本金を2500万円に増資
  - 11月 - 関連子会社「必児信息技術（上海）有限公司」を設立
- 2012年2月 - 関連子会社BR Vietnam Co., Ltd.を設立
- 2013年
  - 10月 - BRドメイン株式会社を設立
  - 11月 - スマートフォン決済サービス「BRsmartshot」サービス開始
- 2014年
  - 4月 - BRクラウド株式会社を設立
  - 7月 - ドット沖縄（.okinawa）サービス開始[2]
  - 10月 - ドット琉球（.ryukyu）サービス開始[2]
  - 10月 - ドメイン登録管理サービス「namegear」サービス開始
- 2016年
  - 1月 - BRレジストリ株式会社を設立
  - 1月 - BRラボ株式会社を設立
- 2018年1月 - ポータルサイト「ライディングスポーツドットコム」を、オフィスとらくしょん（本社：東京都、代表取締役青木淳）と共同で開設
- 2020年
  - 10月 ‐ 懇志（お賽銭）専用決済アプリについて、東本願寺へサービス提供開始
  - 12月 - 懇志（お賽銭）専用決済アプリについて、成田山久留米分院へサービス提供開始
- 2022年2月 - 浜松支社開設。BRラボ株式会社の子会社としてBRシーポイントネクスト株式会社を設立[3]
- 2023年
  - 2月 - ビジネスラリアート 北九州支社開設[4]
  - 3月 - 木材加工の受発注システムを開発[5]
  - 9月 - BRアーティー株式会社を子会社化[6]

- 2025年
  - 5月 ‐ BRbpoサービス株式会社を設立[7]

## 役員構成
- 代表取締役：中西俊之
- 取締役：内田妥与
- 取締役：土屋一典
- 監査役：菊池健太郎

## グループの主な事業（サービス名）
- インターネットインフラ事業（レンタルサーバー BRRS・BRクラウド）→ドメイン名事業
  - namegear（ネームギア）- 2000年11月10日にサービスを開始したドメイン名登録サービス。「 .jp」、「.com」などのドメイン名の登録や更新や移管が可能。.OKINAWA・.RYUKYUが日本国内で唯一取得可能。
- インターネット決済事業（BR payment・BR payment口振・BR smartshot・BR smartshot REGISTERなど）
  - 懇志（お賽銭）専用決済アプリ ｰ 2020年10月12日に東本願寺へ導入した国内初のサービス[8]。BRsmartshotREGISTERをベースに構築し、窓口で取り扱う読経志、納骨志 出版物冥加金などのクレジットカード決済（VISA・Mastercard）を導入済[9]。

2020年12月22日からは同機能が成田山久留米分院へ導入された。同院のWebサイトにキャッシュレス決済機能、WEB賽銭箱、御朱印のダウンロードなどの機能を追加。合わせて現地での御守の購入、御祈願料、お賽銭などもキャッシュレス決済を可能とした。キャッシュレス決済端末については、タブレットとカードリーダーを搭載したスタンドを設置している。
- Webアプリケーション事業（Lock on<ロックオン>・LockonLP・ECWAVE・FULLMAIL・WCMSなど）
- システム開発事業（BRdevelopment）
- Webプロモーション事業（BRblog・RIDING SPORT・BRSEO）
- ARTEE（イラスト・デザインコンテストのプラットフォーム）
- 教育関連事業（幼児教育無償化・学童ランチ・緊急連絡・ランチボックス）

各種システムが大阪市・奈良市・守口市・箕面市・向日市・長岡京市・大山崎町・八幡市・八尾市・宇治市・羽曳野市・亀岡市・京田辺市・井手町・豊見城市・浦添市・南城市に導入されている（2020年9月時点）
- とれうまっ!（生産者と購買者をダイレクトに繋ぐ農産物・海産物・果物・加工品等の販売サイト）

オンラインマルシェ 京の食や各地で厳選した食材を販売している。

## 支社
- 東京支社 - 東京都渋谷区恵比寿西一丁目30番9号
- 沖縄支社 - 沖縄県那覇市久茂地1丁目12番12号　ニッセイ那覇センタービル5階
- 浜松支社 - 静岡県浜松市西区舞阪町舞阪2701-9　舞阪協働センター4階
- 北九州支社 - 福岡県北九州市小倉北区室町1丁目1-1　リバーウォーク北九州3階

## 関連会社
- BRドメイン株式会社 - ドメイン登録管理事業
- BRクラウド株式会社 - ホスティング事業
- BRレジストリ株式会社 - ドメインレジストリ事業
- BRラボ株式会社 - システム開発事業 　（子会社としてBRシーポイントネクスト株式会社を2022・2・1に設立[13]）
- BRアーティー株式会社 - アドバタイジング事業
- BRbpoサービス株式会社 - A型就労支援BPOサービス
- 必児信息技術（上海）有限公司

## 訴訟事件
- 平成 28年 (ワ) 5249号 商標権侵害差止請求事件[14]

株式会社ロックオン（現・イルグルム）が、商標権侵害としてビジネスラリアートを提訴した。しかし、2016年（平成28年）6月27日付けでビジネスラリアートも保有する商標権に基づき、ロックオンに対し「ロックオン」や「LOCKON」を含む標章の使用の差し止めを求め反訴した。
2017年（平成29年）11月30日、大阪高等裁判所はロックオン側の提訴を棄却し、地裁・高裁ではビジネスラリアートが勝訴した。2019年（平成31年）3月15日付けで和解が成立。ロックオン側がビジネスラリアートへ和解金6,000万円を支払った。商標権侵害で訴えた側が和解金を支払う珍しいケースとなった。　　